# Anatoly Logunov
Anatoly Alekseevich Logunov (en ruso: Анато́лий Алексе́евич Логуно́в; Obsharovka, óblast de Kúibyshev, 30 de diciembre de 1926 - Moscú, 1 de marzo de 2015) fue un físico ruso que trabajó en problemas relacionados con la teoría relativista del campo gravitatorio.
Anatoli Logunov fue vicepresidente de la Academia Soviética de Ciencias y dirigió desde sus inicios el Instituto de Física de Altas Energías. También fue rector de la Universidad Estatal de Moscú. Así mismo fue galardonado con el Premio Lenin de ciencias.

## Trabajos dentro de la teoría relativista de la gravitación
Junto con dos de sus colaboradores, Mestvirishvili y Petrov, ha desarrollado una formulación del campo gravitatorio alternativa a la teoría general de la relatividad (TGR), que han llamado teoría relativista de la gravitación (TRG). Las ecuaciones de campo de la TRG y la formulación geométrica de la misma es muy similar a la de teoría general de la relatividad, y ambas teorías conducen a resultados análogos muy parecidos para regiones del espacio-tiempo desprovistas de materia.
Las diferencias principales están en que la TRG plantea ciertas posibles "soluciones" a problemas de la TGR. Lo que la harían una alternativa deseable a la TGR:
- Predice la no-ocurrencia de agujeros negros.
- No se cumplen las condiciones requeridas por los teoremas de singularidades y por tanto está libre de complicaciones que sí aparecen en relatividad general.
- En la TRG sí puede asociarse un tensor de energía-impulso al campo gravitatorio de manera unívoca, a diferencia de lo que sucede dentro de la TGR donde para un espacio-tiempo general no puede definirse de manera unívoca la energía total de dicho espacio-tiempo.
- TRG implica que una topología global simples del espacio-tiempo más simples, ya que debe ser homeomorfa la espacio de Minkowski.

Además la TRG en su formulación introduce un término adicional relacionado con la masa del gravitón que tiene efectos similares sobre las ecuaciones del movimiento a las de la constante cosmológica que se introduce a veces en las Ecuaciones del campo gravitatorio de Einstein.
Debe notarse que a pesar de la similitud de las predicciones de la TGR y TRG, las dos teorías son alternativas la una a la otra y no pueden ser ambas correctas. De hecho la TRG elimina ciertos "problemas" de la TGR como las singularidades, y permite asignar una energía local al campo gravitatorio, cosa que no puede hacerse en la TGR, creando dificultades peculiares en esa teoría. La validez última de una u otra teoría debe determinarse experimentalmente, pero aún no se ha realizado ningún experimento que pueda distinguir entre ambas.